# Aliança Europea per la Independència
Aliança Europea per la Independència (en anglès European Partnership for Independence, EPI) és una unió multilateral que té la voluntat d'ésser un front comú europeu de lluita a favor de dret a l'autodeterminació que es constituí el 14 de juliol de 2011 a Brussel·les. Entre el 12 i 15 de febrer de 2012 l'organització realitzà la seva 3a trobada internacional a Barcelona sota el lema "Treballem plegats per exercir el dret universal de l'autodeterminació".
L'any 2013 l'entitat va impulsar la Comissió Internacional de Ciutadans Europeus (en anglès International Commission of European Citizens, ICEC) una iniciativa legislativa popular a nivell de la Unió Europea per promoure el reconeixement del dret d'autodeterminació dels pobles que la integren.

## Membres
- Catalunya: Welcome Mr President
- Escòcia: Scottish Independence Convention
- Flandes: Vlaamse Volksbeweging
- País Basc: Nazioen Mundua